# Lijst van county's in Alabama
De Amerikaanse staat Alabama is onderverdeeld in 67 county's:

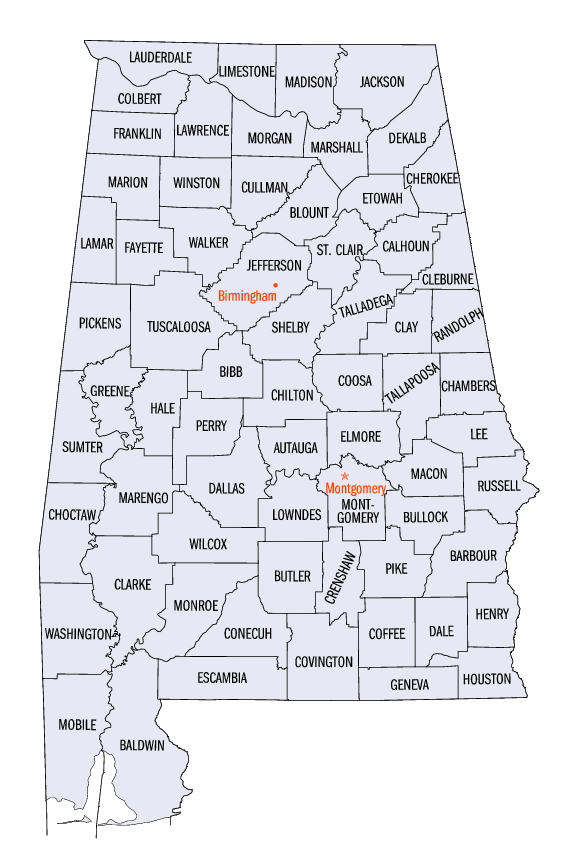
County's van Alamaba

| County     | Inwoners 1 juli 2007 | Hoofdplaats        | Inwoners 1 juli 2007 |
| ---------- | -------------------- | ------------------ | -------------------- |
| Autauga    | 49.960               | Prattville         | 32.034               |
| Baldwin    | 171.769              | Bay Minette        | 7726                 |
| Barbour    | 27.941               | Clayton            | 1371                 |
| Bibb       | 21.535               | Centreville        | 2526                 |
| Blount     | 56.614               | Oneonta            | 6880                 |
| Bullock    | 10.781               | Union Springs      | 4601                 |
| Butler     | 20.157               | Greenville         | 7002                 |
| Calhoun    | 113.103              | Anniston           | 23.689               |
| Chambers   | 34.764               | La Fayette         | 3036                 |
| Cherokee   | 24.560               | Centre             | 3462                 |
| Chilton    | 42.299               | Clanton            | 8742                 |
| Choctaw    | 14.173               | Butler             | 1724                 |
| Clarke     | 26.496               | Grove Hill         | 1348                 |
| Clay       | 13.788               | Ashland            | 1873                 |
| Cleburne   | 14.700               | Heflin             | 3511                 |
| Coffee     | 46.793               | Elba               | 4129                 |
| Colbert    | 54.588               | Tuscumbia          | 8241                 |
| Conecuh    | 13.160               | Evergreen          | 3423                 |
| Coosah     | 10.864               | Rockford           | 396                  |
| Covington  | 37.007               | Andalusia          | 8705                 |
| Crenshaw   | 13.805               | Luverne            | 2755                 |
| Cullman    | 80.554               | Cullman            | 14.984               |
| Dale       | 48.150               | Ozark              | 14.639               |
| Dallas     | 43.079               | Selma              | 18.949               |
| DeKalb     | 68.016               | Fort Payne         | 13.916               |
| Elmore     | 77.525               | Wetumpka           | 7585                 |
| Escambia   | 37.600               | Brewton            | 5281                 |
| Etowah     | 103.217              | Gadsden            | 36.936               |
| Fayette    | 17.648               | Fayette            | 4696                 |
| Franklin   | 30.439               | Russellville       | 8780                 |
| Geneva     | 25.707               | Geneva             | 4401                 |
| Greene     | 9201                 | Eutaw              | 2973                 |
| Hale       | 18.111               | Greensboro         | 2562                 |
| Henry      | 16.621               | Abbeville          | 2944                 |
| Houston    | 97.171               | Dothan             | 65.447               |
| Jackson    | 53.030               | Scottsboro         | 14.863               |
| Jefferson  | 658.779              | Birmingham         | 229.800              |
| Lamar      | 14.447               | Vernon             | 1913                 |
| Lauderdale | 88.561               | Florence           | 37.449               |
| Lawrence   | 34.229               | Moulton            | 3263                 |
| Lee        | 130.516              | Opelika            | 25.836               |
| Limestone  | 73.898               | Athens             | 22.936               |
| Lowndes    | 12.686               | Hayneville         | 1117                 |
| Macon      | 22.336               | Tuskegee           | 11.370               |
| Madison    | 312.734              | Huntsville         | 171.327              |
| Marengo    | 21.276               | Linden             | 2285                 |
| Marion     | 29.580               | Hamilton           | 6381                 |
| Marshall   | 87.644               | Guntersville       | 8267                 |
| Mobile     | 404.406              | Mobile             | 191.411              |
| Monroe     | 22.764               | Monroeville        | 6425                 |
| Montgomery | 225.791              | Montgomery         | 204.086              |
| Morgan     | 115.050              | Decatur            | 55.741               |
| Perry      | 10.602               | Marion             | 3171                 |
| Pickens    | 19.651               | Carrollton         | 935                  |
| Pike       | 29.925               | Troy               | 14.482               |
| Randolph   | 22.425               | Wedowee            | 815                  |
| Russell    | 50.183               | Phenix City        | 30.663               |
| Shelby     | 182.113              | Columbiana         | 3779                 |
| St. Clair  | 78.054               | Ashville Pell City | 2511 12.492          |
| Sumter     | 13.306               | Livingston         | 3002                 |
| Talladega  | 80.255               | Talladega          | 16.991               |
| Tallapoosa | 40.747               | Dadeville          | 3218                 |
| Tuscaloosa | 177.906              | Tuscaloosa         | 88.722               |
| Walker     | 68.816               | Jasper             | 13.978               |
| Washington | 17.226               | Chatom             | 1160                 |
| Wilcox     | 12.779               | Camden             | 2214                 |
| Winston    | 24.240               | Double Springs     | 983                  |

Alabama · Alaska · Arizona · Arkansas · Californië · Colorado · Connecticut · Delaware · Florida · Georgia · Hawaï · Idaho · Illinois · Indiana · Iowa · Kansas · Kentucky · Louisiana · Maine · Maryland · Massachusetts · Michigan · Minnesota · Mississippi · Missouri · Montana · Nebraska · Nevada · New Hampshire · New Jersey · New Mexico · New York · North Carolina · North Dakota · Ohio · Oklahoma · Oregon · Pennsylvania · Rhode Island · South Carolina · South Dakota · Tennessee · Texas · Utah · Vermont · Virginia · Washington · West Virginia · Wisconsin · Wyoming